# Мазур, Алексей Юрьевич
Алексей Юрьевич Мазур (род. 29 марта 1991, Санкт-Петербург, Россия) — российский боксёр-профессионал, выступающий в лёгкой и первой полусредней весовых категориях.
Мастер спорта России международного класса, член сборной России по боксу, бронзовый призёр Всемирных военных игр (2019), чемпион России (2018), серебряный призёр чемпионата России (2019), двукратный бронзовый призёр чемпионата России (2015, 2017), многократный победитель и призёр турниров международного значения в любителях.
Среди профессионалов действующий чемпион России (2022—н. в.) в лёгком весе.

## Любительская карьера
Бронзовый призёр Чемпионатов России 2015 и 2017 годов.
Чемпион России 2018 года.
В июне 2019 года участвовал во II-х Европейских игр в Минске (Беларусь), в весе до 64 кг, но в 1/8 финала по очкам (1:4) проиграл опытному французу Софьяну Умиа, — который в итоге стал серебряным призёром Европейских игр 2019 года.
В октябре 2019 года стал бронзовым призёром VII Всемирных военных игр в Ухане (Китай).
Серебряный призёр чемпионата России 2019 года в Самаре.
Двукратный финалист Кубка Мира среди нефтяных стран.
Победитель международных турниров Gee Bee International, Strandja International, Tammer Tournament.
Четырёхкратный победитель международного турнира «Кубок Губернатора Санкт-Петербурга» — 2013, 2014, 2017, 2021 годов.

## Профессиональная карьера
30 мая 2018 года в Санкт-Петербурге дебютировал в профессиональном боксе, в первом полусреднем весе (до 63,5 кг), досрочно техническим нокаутом во 2-м раунде победив боксёра из Узбекистана Руслана Панаева (дебют). Затем он провёл ещё три боя — и во всех боях одержал победы.
19 августа 2022 года, в пятом своём профессиональном бою, в Сыктывкаре единогласным решением судей (счёт: 100-90, 99-91, 98-92) победил опытного соотечественника Тихона Нетёсова (9-2), и завоевал вакантный титул чемпиона России в лёгком весе (до 61,24 кг) среди профессионалов.

## Статистика профессиональных боёв
В таблице перечислены результаты всех поединков боксёров.
В каждой строке указан результат поединка. Дополнительно номер поединка обозначен цветом, который обозначает итог поединка. Расшифровка обозначений и цветов представлена в нижеследующей таблице.
| Пример | Расшифровка                     |
| ------ | ------------------------------- |
|        | Победа                          |
|        | Ничья                           |
|        | Поражение                       |
|        | Планируемый поединок            |
|        | Поединок признан несостоявшимся |
| КО     | Нокаут                          |
| ТКО    | Технический нокаут              |
| PTS    | Решение судей (по очкам)        |
| UD     | Единогласное решение судей      |
| MD     | Решение большинства судей       |
| SD     | Раздельное решение судей        |
| RTD    | Отказ от продолжения боя        |
| DQ     | Дисквалификация                 |
| NC     | Поединок признан несостоявшимся |

| 5 поединков, 5 побед (3 нокаутом). | 5 поединков, 5 побед (3 нокаутом). | 5 поединков, 5 побед (3 нокаутом). | 5 поединков, 5 побед (3 нокаутом).  | 5 поединков, 5 побед (3 нокаутом).                          | 5 поединков, 5 побед (3 нокаутом). | 5 поединков, 5 побед (3 нокаутом).                                                  |
| Бой                                | Рекорд                             | Дата боя                           | Соперник                            | Место проведения боя                                        | Раундов, время                     | Примечание                                                                          |
| ---------------------------------- | ---------------------------------- | ---------------------------------- | ----------------------------------- | ----------------------------------------------------------- | ---------------------------------- | ----------------------------------------------------------------------------------- |
| 7                                  | 7-0                                | 21 декабря 2022                    | Павел Маликов (16-7-1)              | УСК «Крылья Советов», Москва, Россия                        | TKO 2 (8), 2:09                    |                                                                                     |
| 6                                  | 6-0                                | 24 сентября 2022                   | Шерзоджон Абдураззоков (2-4)        | Сибур Арена, Санкт-Петербург, Россия                        | RTD 4 (8), 3:00                    |                                                                                     |
| 5                                  | 5-0                                | 19 августа 2022                    | Тихон Нетёсов (9-2)                 | КСК «Лузалес-Арена», Сыктывкар, Республика Коми, Россия     | UD 10 (10)                         | Счёт: 100-90, 99-91, 98-92. Завоевал вакантный титул чемпиона России в лёгком весе. |
| 4                                  | 4-0                                | 2 июля 2022                        | Мухаммадахмадали Абдурахмонов (2-1) | УСК «Крылья Советов», Москва, Россия                        | RTD 2 (8), 3:00                    | Счёт на время остановки: 20-18 (трижды).                                            |
| 3                                  | 3-0                                | 4 июня 2021                        | Ачико Одикадзе (22-16-1)            | Сибур Арена, Санкт-Петербург, Россия                        | TKO 5 (6), 0:28                    |                                                                                     |
| 2                                  | 2-0                                | 14 июля 2018                       | Маркус Джонс (1-1)                  | Florentine Gardens, Голливуд, Лос-Анджелес, Калифорния, США | UD 4 (4)                           | Счёт: 40-36 (трижды).                                                               |
| 1                                  | 1-0                                | 30 мая 2018                        | Руслан Панаев (дебют)               | Зимний стадион, Санкт-Петербург, Россия                     | TKO 2 (4), 2:49                    | Дебют на профессиональном ринге в 1-м полусреднем весе.                             |

## Спортивные результаты
- Чемпионат России по боксу 2015 года — ;
- Чемпионат России по боксу 2017 года — ;
- Чемпионат России по боксу 2018 года — ;
- Чемпионат России по боксу 2019 года — .